# GeoNames
GeoNames — географическая база данных, доступная через различные веб-сервисы по условиям лицензии Creative Commons. Одна из крупнейших и наиболее широко используемых баз геоданных в части названий и координат различных мест.

## База данных и веб-сервисы
В базе данных GeoNames содержится свыше 10 млн географических названий и информация о более 7,5 млн их уникальных характеристик. Среди характеристик: названия мест на разных языках, широта, долгота, высота над уровнем моря. Все эти характеристики разбиты по категориям, так что каждая характеристика географического объекта относится к одному из девяти классов. А каждая из этих категорий, в свою очередь, делится на подкатегории, общее количество которых составляет 645. Кроме наименований на различных языках, хранятся географические координаты, высота над уровнем моря, численность населения, административное деление и почтовые индексы. Географические координаты записаны в системе WGS 84.
Все эти данные доступны бесплатно через ряд веб-сервисов и ежедневный экспорт базы данных. Эти веб-сервисы включают прямое и обратное геокодирование, нахождение мест по почтовому индексу, нахождение топонимов рядом с указанным местом и нахождение статей Википедии о топонимах.
Автоматизированный API по протоколу REST позволяет выполнять до 2 тыс. запросов в час и до 30 тыс. в сутки.
За 2013-2014 годы в GeoNames дополнительно было добавлено 35 тыс. записей об исторических названиях.

## Вики-интерфейс
Ядро базы данных GeoNames представлено публичными исходными кодами, качество которых может меняться со временем. Через вики-интерфейс редакторы могут редактировать и улучшать базу данных добавлением или исправлением наименований топонимов, изменять характеристики географических объектов, добавлять новые объекты и тому подобное.

## Интеграция ссемантической паутиной
Каждая характеристика топонима, хранящегося в базе данных, представляет собой веб-ресурс, определяемый стабильным URI. Этот URI обеспечивает доступ через механизм согласования содержимого, либо к HTML-странице в вики-формате, либо к описанию этой характеристики в формате RDF, используя элементы онтологии GeoNames. Эта онтология описывает свойства характеристик GeoNames используя декларативный язык программирования Web Ontology Language, а категории характеристик и коды описаны на языке SKOS. Через URL статей Википедии, связанные с RDF-описаниями, данные GeoNames связаны с данными энциклопедии DBpedia и другими связанными данными в формате RDF.